# NGC 3361
NGC 3361 este o hi (21cm) source⁠(d) situată în constelația Sextantul. A fost descoperită în 1880 de către . Se află la o distanță de 27,16 de megaparseci de Pământ.